# Aphonopelma baergi
Aphonopelma baergi là một loài nhện trong họ Theraphosidae.
Loài này thuộc chi Aphonopelma. Aphonopelma baergi được Ralph Vary Chamberlin miêu tả năm 1940.